# 佐々木将貴
佐々木 将貴（ささき まさたか、1985年8月4日 - ）は、千葉県出身のサッカー指導者、元サッカー選手。現役時代のポジションは、ゴールキーパー（GK）。

## 来歴
横浜高校を経て、大阪学院大学へ進学。大学卒業後は、アイン食品サッカー部でプレーした。
指導者に転向後は、第一学院高校サッカー部のコーチ、監督を務めた。
2015年より、藤枝MYFCのGKコーチに就任。2016年は、藤枝の女子チームであるルクレMYFCのヘッドコーチも兼任した。同年シーズン終了後、藤枝の両コーチを退任した。
2017年、FC琉球のGKコーチに就任。
2021年12月27日、鹿児島ユナイテッドFCのGKコーチ就任が発表された。
2024年12月、ザスパ群馬のGKコーチに就任。

## 所属クラブ
- 横浜高等学校
- 大阪学院大学
- 2008年  アイン食品サッカー部

## 個人成績
| 国内大会個人成績 | 国内大会個人成績 | 国内大会個人成績 | 国内大会個人成績 | 国内大会個人成績 | 国内大会個人成績 | 国内大会個人成績 | 国内大会個人成績 | 国内大会個人成績 | 国内大会個人成績 | 国内大会個人成績 | 国内大会個人成績 |
| 年度             | クラブ           | 背番号           | リーグ           | リーグ戦         | リーグ戦         | リーグ杯         | リーグ杯         | オープン杯       | オープン杯       | 期間通算         | 期間通算         |
| 年度             | クラブ           | 背番号           | リーグ           | 出場             | 得点             | 出場             | 得点             | 出場             | 得点             | 出場             | 得点             |
| 日本             | 日本             | 日本             | 日本             | リーグ戦         | リーグ戦         | リーグ杯         | リーグ杯         | 天皇杯           | 天皇杯           | 期間通算         | 期間通算         |
| ---------------- | ---------------- | ---------------- | ---------------- | ---------------- | ---------------- | ---------------- | ---------------- | ---------------- | ---------------- | ---------------- | ---------------- |
| 2008             | アイン           | 21               | 関西1部          | 1                | 0                | -                | -                | -                | -                | 1                | 0                |
| 通算             | 日本             | 日本             | 関西1部          | 1                | 0                | -                | -                | -                | -                | 1                | 0                |
| 総通算           | 総通算           | 総通算           | 総通算           | 1                | 0                | -                | -                | -                | -                | 1                | 0                |

## 指導歴
- 2011年 - 2014年  第一学院高等学校サッカー部 コーチ/監督
- 2015年 - 2016年  藤枝MYFC
  - 2015年 - 2016年 トップチーム GKコーチ
  - 2016年 ルクレMYFC ヘッドコーチ
- 2017年 - 2021年  FC琉球 GKコーチ
- 2022年 - 2024年  鹿児島ユナイテッドFC GKコーチ
- 2025年 -  ザスパ群馬 GKコーチ